# Вайпрехт, Карл
Карл Георг Людвиг Вильгельм Вайпрехт (Вейпрехт) (нем. Carl Georg Ludwig Wilhelm Weyprecht, 8 сентября 1838, Бад-Кёниг, Дармштадт, герцогство Гессен-Дармштадт — 29 марта 1881, Михельштадт, Германская империя) — немецкий офицер ВМС Австро-Венгрии (капитан-лейтенант), исследователь Арктики и геофизик.
Руководитель (вместе с Юлиусом Пайером) Австро-Венгерской полярной экспедиции, открывшей архипелаг Земля Франца-Иосифа. Идеолог проведения Международного полярного года — скоординированных международных комплексных научных исследований в полярных областях планеты, впервые осуществлённых в 1882—1883 годах, уже после его кончины. Кавалер ряда наград, в том числе, золотой Медали основателей Королевского географического общества.

## Биография
Карл Вайпрехт родился 8 сентября 1838 года в семье адвоката придворного суда Людвига Вайпрехта и его супруги Мари Магдалены Софи (нем. Marie Magdalene Sophie) в Дармштадте (великое герцогство Гессен-Дармштадт). До 14 лет получал домашнее образование, учебный год 1852/1853 провёл в гимназии Людвига Георга, а после учился в ремесленном училище (позже преобразованном в Дармштадтский технический университет).

### Служба во флоте
В 1856 году поступил в Австрийскую морскую академию в Триесте. В 1861 году, после пяти лет обучения, получил назначение на фрегат «Радецкий», на котором служил в чине фендрика (старший мичман) под началом корветтен-капитана Вильгельма Тегетгоффа. Профессиональные навыки и интерес к науке со стороны молодого военного не остались без внимания будущего адмирала австрийского флота, и в 1863 году Вайпрехт с повышением был переведён на учебный бриг «Хусцар», на котором прослужил до 1865 года офицером-инструктором. В 1866 году в должности штурмана броненосца «Драхе» (Дракон) он принял участие в битве при Лиссе. После смертельного ранения капитана взял на себя командование судном. По совокупности своих действий во время сражения был награждён орденом Железной короны III-й степени. В том же году стал рыцарем Императорского ордена Леопольда. В 1867 году в составе французского экспедиционного корпуса ходил штурманом в Мексику на колёсном пароходе «Элизабет». В 1868—1870 годах уже в должности капитана занимался береговой съёмкой австрийского побережья Адриатического моря. 18 февраля 1872 года получил подданство Австро-Венгрии.

### Арктические экспедиции
23 июля 1865 года, находясь в отпуске, Вайпрехт во Франкфурте на географической конференции (нем. Geografenversammlung) прослушал лекцию Августа Петермана на тему «Исследование центральной Арктики», в которой тот впервые изложил свою гипотезу, что тёплые воды Гольфстрима, возможно, проникают далеко на север, вследствие чего даже в приполярных областях планеты существуют значительные области незамерзающего океана, и что пальма первенства в подтверждение этого предположения должна достаться Германии. Вайпрехт стал одним из первых, кто откликнулся на призыв стать участником германской арктической экспедиции, а в последующей переписке Петерман предложил ему её возглавить. Начавшаяся Австро-прусско-итальянская война на время сдвинула сроки её проведения. В следующий раз Вайпрехт и Петерман встретились в Пуле в январе 1868 года, когда Петерман уже вплотную занимался подготовкой экспедиции, но из-за проблем со здоровьем Вайпрехта (малярии, подхваченной во время плавания в Мексику) её возглавил Карл Кольдевей.
Немецкие экспедиции 1868 и 1869 годов доказали, что гипотетического «термометрического шлюза» Петермана или не существует, или его следует искать в другом месте, возможно, значительно восточнее Гренландии, к берегам которой ходил Кольдевей. В конце 1870 года Карл Вайпрехт познакомился с Юлиусом Пайером — австрийским топографом, участником второй экспедиции Кольдевея, встреча с которым вернула его интерес к полярным исследованиям. 10 мая 1871 года Вайпрехт представил перед Венским географическим обществом свой собственный план полномасштабной Австро-Венгерской полярной экспедиции, который, как в подтверждение теории Петермана, так и на основе собственных умозаключений, предполагал поиски тёплого течения где-то между Шпицбергеном и Новой Землёй. Позднее, в декабре 1871 года, понимая, что столь дорогостоящее, пусть и престижное для страны, мероприятие может отпугнуть потенциальных спонсоров, Вайпрехт во время доклада в Австрийской академии наук заявил, что основной целью экспедиции станет поиск Северо-Восточного прохода. «Его яркая речь рисовала картины будущих географических открытий, ознакомления с арктической природой и режимом сибирских морей. Свою речь он закончил обращением к учёным, которых просил оказать содействие осуществлению плана экспедиции во имя науки и во имя чести австрийского флага». Северный полюс был заявлен как вторичная цель.

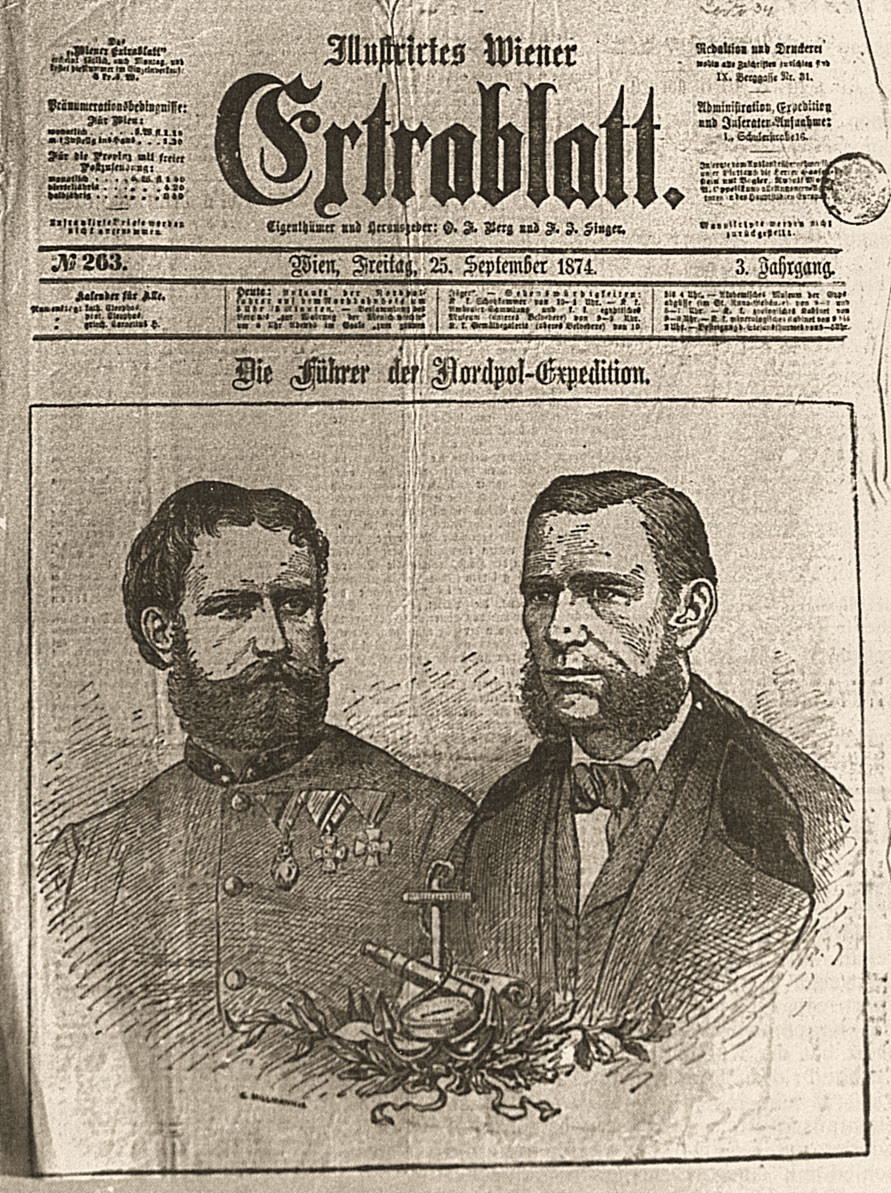
Титульная страница «Illustriertes Wiener Extrablatt» от 25 сентября 1874 года (Вайпрехт — справа)

И первый, и второй доклады Вайпрехта, в итоге, были поддержаны. Летом 1871 года он вместе с Пайером на средства графа Вильчека на судне «Исбьёрн» («Isbjörn») совершил непродолжительную рекогносцировочную экспедицию к берегам Новой Земли и Шпицбергена — результаты этого похода были весьма обнадёживающими, удалось пройти до 78° 38' с. ш.. По словам Пайера: «В течение трёхмесячного плавания в этих водах мы совсем не встречали — если не считать единичных айсбергов — льда, который мог бы быть назван паком. Обнаруженный нами лёд не представляет непреодолимого препятствия для крепкого корабля, управляемого энергичной рукой. Этот лёд попросту нельзя даже сравнивать со льдами, встречающимися у восточных берегов Гренландии».
Австро-Венгерская полярная экспедиция вышла 13 июня 1872 года из Бремерхафена на корабле «Адмирал Тегетгофф». Вайпрехт командовал «морской» частью экспедиции, Пайер «сухопутной». 21 августа на 76° 22' с. ш., 62° 03' в. д. «Тегетгофф» попал в ледовый плен и последующие 11 месяцев дрейфовал — поначалу к северу от Новой Земли, а затем к западу. 30 августа 1873 года судно оказалось в пределах видимости берегов неизвестной земли, которая была названа в честь австрийского императора Франца Иосифа I. Помимо её исследования, — Пайер примерно определил её контуры, Вайпрехт на протяжении всего похода проводил научные исследования в области геодезии, метеорологии, океанографии и земного магнетизма. В своих работах, опубликованных позже, он обосновал отсутствие влияние Гольфстрима на общий дрейф полярных льдов, вызванных преимущественно океаническими течениями и ветрами, а также сформировал представление об уникальности приполярных областей планеты и их особой роли в планетарных процессах.
20 мая из-за опасности, что экспедиционное судно так и не освободится от ледовых оков, а экипаж не переживёт ещё одну зимовку, решением Вайпрехта команда покинула «Тегетгофф» и взяла курс на Новую Землю, которой достигла спустя три месяца тяжёлого пешеходного и шлюпочного перехода. 24 августа вблизи северной оконечности Новой Земли в заливе Дунина австрийцы повстречали русскую промысловую шхуну "Святой Николай" под командованием Фёдора Ивановича Воронина, и 3 сентября были доставлены в норвежский Вардё, откуда вернулись на родину.
В 1875 году «за энергичность и настойчивость при командовании экспедициями к Шпицбергену и Новой Земле» Вайпрехт был награждён золотой Медалью основателей Королевского географического общества. В 1876 году был удостоен ордена Красного орла III-й степени (Пруссия), офицерского креста ордена Святых Маврикия и Лазаря (Италия), рыцарского креста ордена Башни и меча (Португалия), рыцарского креста ордена Белого сокола (Саксен-Веймар).

### Дальнейшие годы жизни

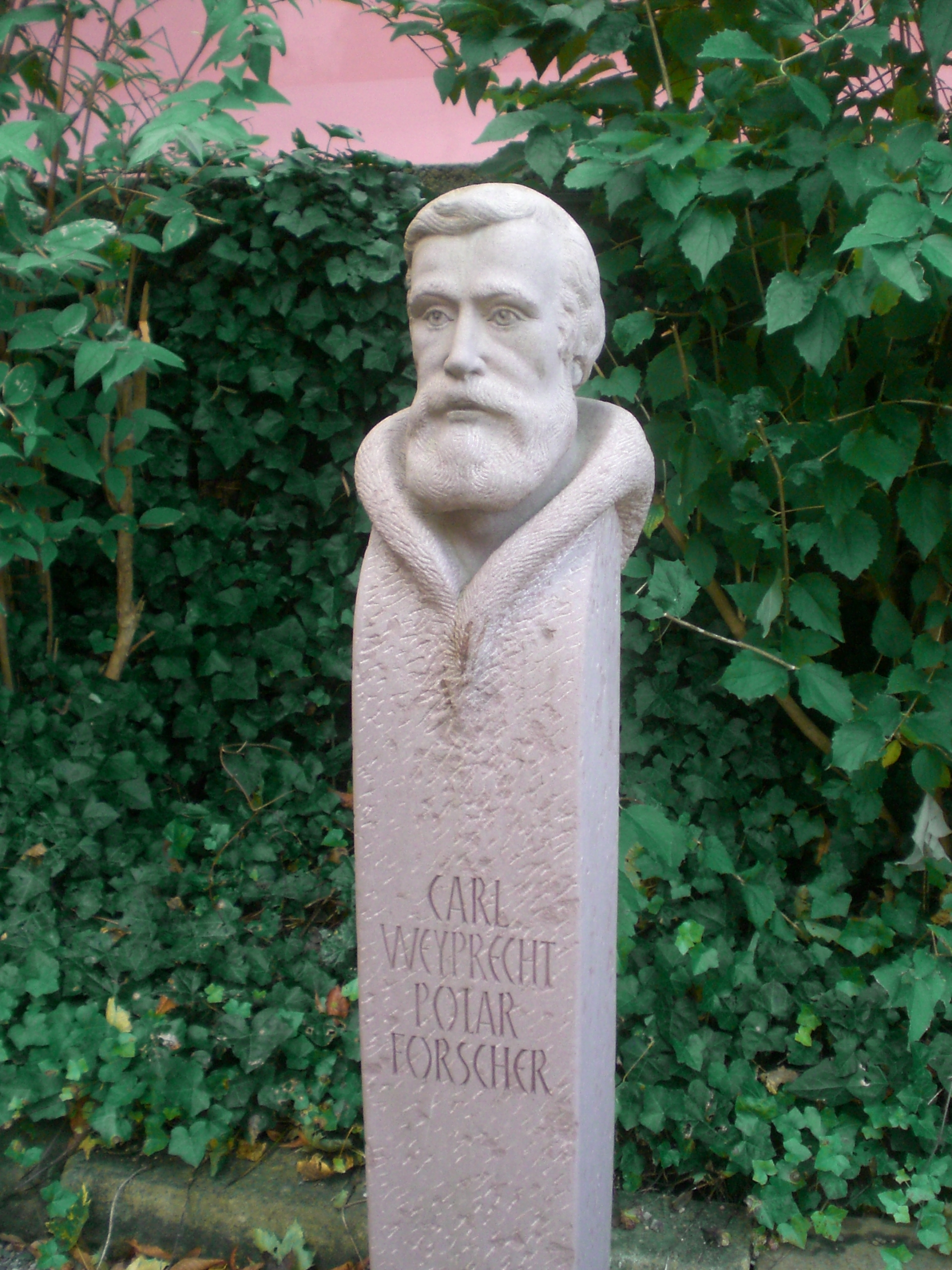
Мемориал Карла Вайпрехта в Бад-Кёниге

По возвращении из экспедиции результаты научных наблюдений Карла Вайпрехта были опубликованы в его работах «Astronom. und geodäsische Bestimmungen der österr.-ungar. arktischen Expedition» («Астрономические и геодезические определения Австро-венгерской арктической экспедиции», Вена, 1877), «Die Nordlichtbeobachtungen der österr.-ungar. arktischen Expedition» («Наблюдения северных сияний», Вена, 1878), «Die Metamorphosen des Polareises» («Метаморфозы полярного льда», Вена, 1879), «Praktische Anleitung zur Beobachtung der Polarlichter und der magnetischen Erscheinungen in hohen Breiten» («Практическое руководство по наблюдению за полярными сияниями и магнитными явлениями в высоких широтах», Вена, 1881).
Он стал основным популяризатором идеи проведения скоординированных международных комплексных научных исследований в полярных областях планеты, ранее уже озвученной Александром фон Гумбольдтом и Мэтью Мори. Уже 18 января 1875 года в Австрийской академии наук он представил свой доклад «Фундаментальные принципы научных исследований Арктики», который позже был озвучен на 48-м Собрании немецких естествоиспытателей в Граце 18 сентября того же года. Суть его видения реализации идеи состояла в создании сети полярных исследовательских станций, ведущих скоординированные наблюдения в самых различных научных дисциплинах. В апреле 1879 года он выступил с докладом на Второй международной конференции метеорологов в Риме (International Meteorological Conference), а в октябре на Первой международной полярной конференции в Гамбурге (First International Polar Conference), одним из итогов которой было образование Международного полярного комитета во главе с Георгом фон Ноймайером. План Вайпрехта был, в итоге, одобрен на Второй международной конференции естествоиспытателей в Берне, проходившей 7 августа 1880 года, а сам он утверждён начальником Австрийской исследовательской станции на острове Ян-Майен.
Однако Карл Вайпрехт не смог стать свидетелем реализации его идеи. 29 марта 1881 года он скончался в германском Михельштадте от туберкулёза, которым, предположительно, заболел во время арктической экспедиции. Похоронен там же.

## Память
Имя полярного исследователя носят:
- острова — фьорд Хейса, о. Элсмир, Канадский Арктический архипелаг;
- мыс — о. Западный Шпицберген;
- залив — Земля Александры, Земля Франца-Иосифа;
- фьорд — земля Амундсена, Гренландия;
- пролив — море Линкольна.

Именем Вайпрехта также названы ряд мест регионального значения, такие как Вайпрехтштрассе в Мюнхене.